# 마치바구

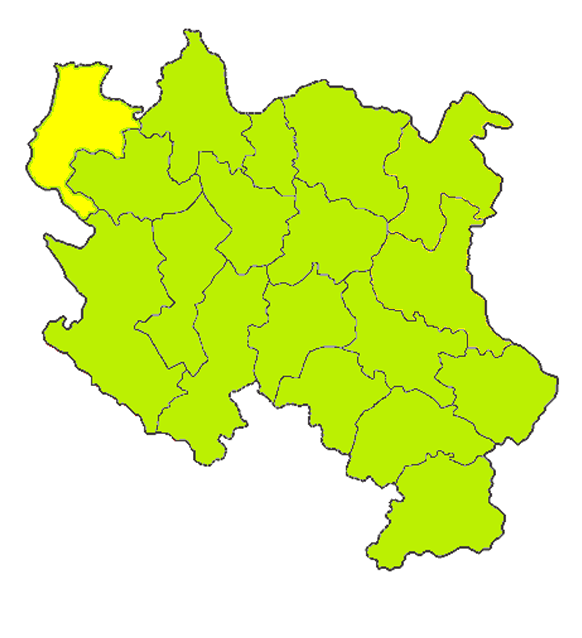
마치바 구의 위치

마치바구(세르비아어: Мачвански округ, Mačvanski okrug)는 세르비아 최서단에 위치한 구로 행정 중심지는 샤바츠이며 면적은 3,268km2, 인구는 329,625명(2002년 인구 조사 기준), 인구 밀도는 100.9명/km2이다. 서쪽으로는 보스니아 헤르체고비나와 국경을 접한다.

## 지방 자치체
8개 지방 자치체와 5개 군, 223개 마을을 관할한다.
- 보가티치 (Bogatić)
- 샤바츠 (Šabac)
- 로즈니차 (Loznica)
- 블라디미르치 (Vladimirci)
- 코첼레바 (Koceljeva)
- 말리즈보르니크 (Mali Zvornik)
- 크루판 (Krupanj)
- 류보비야 (Ljubovija)

## 도시
다음은 마치바 구에 있는 도시 목록이다. (괄호 안에 있는 내용은 도시 인구)
- 샤바츠 (55,163)
- 로즈니차 (19,863)
- 로즈니치코폴레 (7,922)
- 보가티치 (7,350)
- 클루프치 (7,297)
- 마유르 (6,854)
- 바냐코빌랴차 (6,340)
- 포체르스키프리치노비치 (5,992)
- 바도빈치 (5,406)
- 크루판 (4,912)
- 말리즈보르니크 (4,736)
- 레슈니차 (4,731)
- 코첼레바 (4,645)
- 프르나보르 (4,464)
- 류보비야 (4,130)

## 인구
인구와 민족 분포는 2002년 인구 조사를 기준으로 한다.
- 세르비아인: 317,658명 (96.37%)
- 로마인: 3,235명 (0.98%)
- 무슬림: 1,859명 (0.56%)

| 연도  | 인구    | ±% p.a. |
| ----- | ------- | ------- |
| 1948  | 270,053 | —       |
| 1953  | 293,169 | +1.66%  |
| 1961  | 311,916 | +0.78%  |
| 1971  | 324,427 | +0.39%  |
| 1981  | 338,247 | +0.42%  |
| 1991  | 339,647 | +0.04%  |
| 2002  | 329,625 | −0.27%  |
| 2011  | 298,931 | −1.08%  |
| 출처: |         |         |

## 같이 보기
- 세르비아의 행정 구역